# Liste der größten Unternehmen in Nigeria
Die Liste der größten Unternehmen in Nigeria enthält u. a. die vom Wirtschaftsmagazin African Business in der Liste „Africa’s Top 500 companies“ veröffentlichten größten börsennotierten Unternehmen in Nigeria.
Die Zahlen sind in US-Dollar angegeben und beziehen sich auf den Börsenkurs vom 31. Dezember 2022.
| Rang | Unternehmen                        | Industrie         | Börsenwert (in Millionen US$) | Umsatz (in Millionen US$) | Gewinn (in Millionen US$) |
| ---- | ---------------------------------- | ----------------- | ----------------------------- | ------------------------- | ------------------------- |
| 1    | Dangote Cement                     | Zement            | 11.203                        | 3.375                     | 881                       |
| 2    | MTN Nigeria                        | Telekommunikation | 10.471                        | 4.036                     | 729                       |
| 3    | Airtel Nigeria                     | Telekommunikation | 6.903                         | 3.888                     | 339                       |
| 4    | BUA Cement                         | Zement            | 5.759                         | 628                       | 224                       |
| 5    | Nestle Nigeria                     | Lebensmittel      | 2.658                         | 858                       | 98                        |
| 6    | BUA Foods                          | Lebensmittel      | 2.575                         | 814                       | 183                       |
| 7    | Zenith Bank                        | Finanzen          | 1.691                         | 1.786                     | 596                       |
| 8    | Guaranty Trust Holding Company PLC | Finanzen          | 1.585                         | 983                       | 420                       |
| 9    | First Bank of Nigeria              | Finanzen          | 1.070                         | 1.451                     | 193                       |
| 10   | Stanbic IBTC Holdings              | Finanzen          | 1.064                         | 503                       | 133                       |
| 11   | Lafarge Africa                     | Zement            | 918                           | 715                       | 124                       |
| 12   | Access Holdings                    | Finanzen          | 833                           | 2.523                     | 386                       |
| 13   | Nigerian Breweries                 | Lebensmittel      | 890                           | 1.067                     | 31                        |
| 14   | United Bank for Africa             | Finanzen          | 633                           | 1.601                     | 283                       |
| 15   | Ecobank                            | Finanzen          | 529                           | 2.319                     | 261                       |
| 16   | Dangote Sugar Refinery             | Lebensmittel      | 467                           | 673                       | 54                        |
| 17   | Union Bank of Nigeria              | Finanzen          | 431                           | 393                       | 47                        |
| 18   | Guinness Nigeria                   | Lebensmittel      | 375                           | 404                       | 3                         |
| 19   | Okomu Oil Palm                     | Lebensmittel      | 343                           | 91                        | 34                        |
| 20   | Presco PLC                         | Lebensmittel      | 320                           | 115                       | 46                        |